# Bayano Kamani
Bayano Ali Kamani  (né le 17 avril 1980 à Houston, aux États-Unis) est un athlète panaméen, spécialiste du 400 mètres haies.

## Biographie
Il détient le record d'Amérique du Sud du 400 m haies en 47 s 84, établis le 7 août 2005 lors des Championnats du monde d'Helsinki.

### Palmarès
| Date | Compétition                              | Lieu                 | Résultat | Performance |
| ---- | ---------------------------------------- | -------------------- | -------- | ----------- |
| 1999 | Universiade                              | Palma de Majorque    | 2e       |             |
| 2003 | Championnats d'Amérique du Sud           | Barquisimeto         | 1er      |             |
| 2004 | Jeux olympiques                          | Athènes              | 5e       | 48 s 74     |
| 2004 | Finale mondiale de l'IAAF                | Monaco               | 5e       |             |
| 2005 | Championnats du monde                    | Helsinki             | 7e       |             |
| 2005 | Finale mondiale de l'IAAF                | Monaco               | 6e       |             |
| 2006 | Jeux d'Amérique centrale et des Caraïbes | Carthagène des Indes | 1er      |             |
| 2007 | Jeux panaméricains                       | Rio de Janeiro       | 2e       |             |

### Records
| Épreuve     | Performance | Lieu     | Date        |
| ----------- | ----------- | -------- | ----------- |
| 400 m haies | 47 s 84     | Helsinki | 7 août 2005 |